# شبه‌نظامی

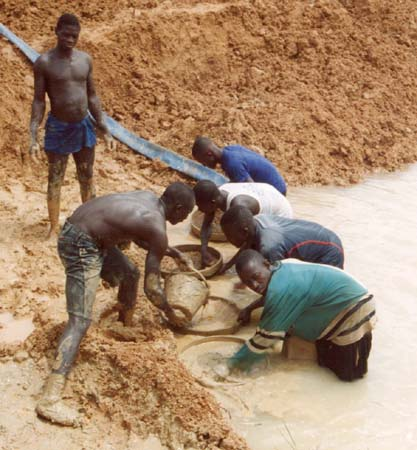
تجارت «الماس‌های خونین» در جنگ داخلی سیرالئون توسط گروه‌های شورشی و جنگ‌سالاران برای خرید سلاح به منظور ادامه جنگ، به بهای جان صدها هزار نفر تمام شد.

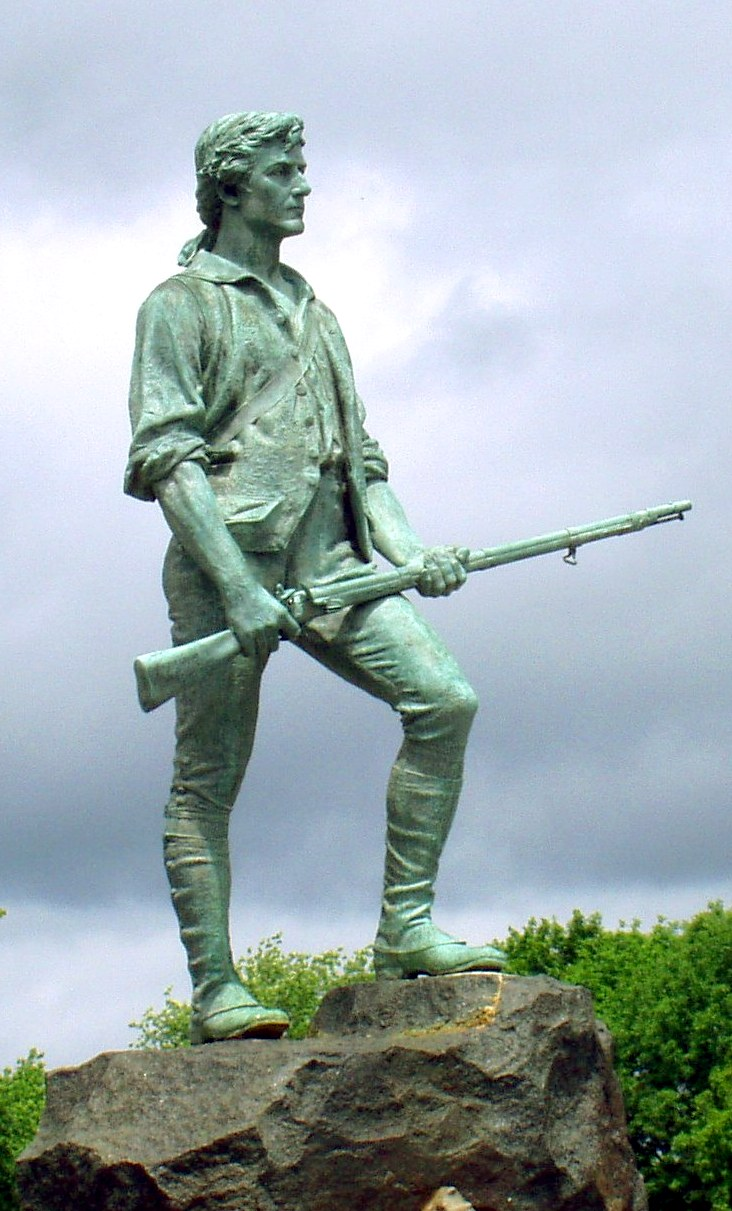
مجسمه یادبود کاپیتان جان پارکر، فرمانده نیروهای شبه نظامی ماساچوست، در طی جنگ انقلابی آمریکا

شبه‌نظامی یا میلیشیا (به انگلیسی: Militia) به نیروی مسلحی گفته می‌شود که از «شهروندان عادی» تشکیل شده باشند. واژهٔ «شبه نظامی» یک تعریف کلی از «نیروهای به پا خاسته از مردم بومی همان منطقه» و جنگ‌سالار است. اما در شرایط مختلف، ممکن است کارآمدی دیگری نیز از خود بروز دهد. هدف از تشکیل این‌گونه نیروها در شرایط مختلف، متفاوت است، این نیروها می‌توانند به عنوان سرباز به جنگ‌ها اعزام شوند و در کنار سربازان دیگر، برای کشور یا هدفشان، نبرد مسلحانه انجام دهند. اما عموماً در سرزمین هائی که حکومتی نوپا دارند یا در شرف برپائی حکومتی جدید و متفاوت هستند، تشکیل شده، و با هدف تقویت «نیروی دفاعی تضعیف شده در اثر انقلاب، شورش، و هرگونه بی نظمی متعاقب آن»، و برقراری نظم و امنیت در سطح شهرها، یا اجرای قوانین اضطراری یا خدمات «شبه نظامی» (در مواقع اضطراری) است.
به این‌گونه نیروها، مزد دائمی داده نمی‌شود و «مدت خدمت رسمی» ندارند.
به این ترتیب، «شبه نظامیان» می‌توانند به صورت «نمونه‌های مسلح» یا «شبه غیرنظامی» باشند.
در زبان‌های اروپایی به شبه نظامیان «میلیشیا» می‌گویند. اصطلاح میلیشیا را در پارسی در معانی نادقیق دیگری نیز به‌کار برده‌اند.
برای نمونه:
به افرادی که به صورت پاره‌وقت (یا در زمان نیاز به آن‌ها) با یک سازمان نظامی همکاری می‌کنند میلیشیا گفته می‌شود.

## برخی از مواردی که واژه "شبه‌نظامی" برای آنها استفاده می‌شود
- برخی از مواردی که واژه "شبه نظامی" برای آن‌ها استفاده می‌شود عبارتند از:
- نیروهای شبه نظامی درگیر خدمات دفاعی، برای دفاع از مردم عادی در سطح شهرها، برای کنترل اجرای نظم و قوانین جدید.[۴]
- همه نیروهای واجد شرایط دریافت سلاح در سطح جامعه، که به لحاظ فکری با نیروهای میلیشیا هم فکر هستند.
- زیرمجموعه ای از این نیروها که صرف نظر از تعهد قانونی، دعوت به همکاری می‌شوند.
- یک نیروی مردمی و غیردولتی، که لزوماً به‌طور مستقیم توسط قدرت حاکم حمایت یا تحریم نمی‌شود.
- یک نیروی مسلح نامنظم که رهبر آن را قادر به کنترل نظامی، اقتصادی و سیاسی بر یک قلمرو فرامنطقه ای در یک حکومت مستقل می‌کند (نگاه کنید به: جنگ‌سالار).
- یک ارتش رسمی و سازماندهی شده ذخیره، متشکل از سربازان شهروندی. که در کشورهای مختلف به نام‌های مختلفی خوانده می‌شوند، مانند نیروی احتیاط ارتش، گارد ملی، یا نیروهای دفاعی دولتی نامیده می‌شود.
- نیروهای پلیس ملی در چندین کشور سابق کمونیست مانند اتحاد جماهیر شوروی و کشورهای پیمان ورشو، بلکه در SFR غیرقانونی یوگسلاوی نیز حضور دارند.
- نیروهای اس اس حاضر در زمان حاکمیت رایش سوم در آلمان نمونه ای از حضور چشمگیر نیروهای شبه‌نظامی در عرصه سیاسی و نظامی است.
- این اصطلاح در روسیه و سایر کشورهای سابق کشورهای مستقل مشترک المنافع به سر می‌برد، جایی که آن‌ها به عنوان «میلیشیا» شناخته می‌شوند.[۶][۷]
- مهم‌ترین نمونه این اصطلاح در ایران سازمان بسیج مستضعفین است که یک سازمان شبه‌نظامی با ساختاری سازمان یافته که زیر نظر نیروهای مسلح با بهره‌گیری از طرفداران حکومت فعالیت می‌کند.

## برخی از نیروهای شبه نظامی شناخته شده در دنیا

### سپاه پاسداران انقلاب اسلامی
سپاه پاسداران انقلاب اسلامی یک نیروی سازمانی نظامی و شبه‌نظامی شناخته شده در جهان است که در نخستین روزهای پس از انقلاب ۱۳۵۷ به فرمان روح‌الله خمینی تشکیل شد. خمینی در ۲ اردیبهشت ۱۳۵۸ طی فرمانی به شورای انقلاب اسلامی رسماً تأسیس سپاه پاسداران را اعلام کرد و شورای انقلاب با تأسیس «شورای فرماندهی سپاه پاسداران انقلاب اسلامی»، گام اساسی را در جهت سازماندهی این نهاد برداشت.
این سازمان در حال حاضر، دارای تقسیمات سازمانی گسترده، در حد یک ارتش کلاسیک بوده، و صرفاً به لحاظ انضباطی، تحت امر فرماندهی نیروهای مسلح ایران است و فعالیت‌های بین‌المللی گوناگونی را با همکاری دیگر گروه‌های شبه نظامی منطقه ای انجام می‌دهد. سپاه از سوی برخی دولت‌ها و سازمان‌های بین‌المللی، به عنوان یک گروه تروریستی شناخته شده است که جمهوری اسلامی همواره اتهامات را رد کرده است.

### بسیج نیروها
بسیج مجموع منابع نیروی انسانی، مواد و خدماتی که یک کشور می‌تواند برای تأمین نیازمندی‌های قابل پیش‌بینی نظامی و غیرنظامی زمان جنگ خود همراه با طرح‌ها و برنامه‌های لازم برای استفاده مؤثر از این ثروت‌ها آماده کند گفته می‌شود.
از توانائی نیروی انسانی و تجهیزات این نیروها در زمان صلح و پس از استقرار کامل حکومت نوپا، استفاده‌های دیگری همچون خدمات سازندگی و کشاورزی و غیره استفاده شود.
در ایران، پس از حوادث انقلاب ۱۳۵۷، و متعاقب آن، ادغام نیروهای مسلح مردمی، ساختار تشکیلاتی مسلح و منظمی به‌نام بسیج، تحت فرماندهی سپاه تشکیل گردید و از سال ۱۳۵۹ رسمیت پیدا کرد.

### حشد الشعبی
حشد الشعبی که به «بسیج عراق» نیز معروف است، به نیروهای شبه‌نظامی عراق گفته می‌شود که در کنار ارتش این کشور قرار دارند و با هدف مبارزه علیه داعش سازمان دهی شده‌اند. این نیرو از حدود ۴۰ گروه مختلف تشکیل شده که عمدتاً گروه‌های شیعه هستند اما گروه‌های سنی مذهب و مسیحی و ایزدی نیز در آن حضور دارند. بسیاری از این گروه‌های شیعه قبلاً به‌طور مستقل در عراق و به خصوص علیه نیروهای ائتلاف فعالیت داشته‌اند. در روز ۲۶ نوامبر ۲۰۱۶ با اکثریت آرای مجلس عراق به عنوان یک سپاه جدا از ارتش رسمیت پیدا کرد. این گروه از سوی نهادهای جهانی مدافع حقوق بشر چندین بار به دست داشتن در کشتار غیرنظامیان متهم شده است.

### میلیشیای قبایل افغان
روزنامه نیویورک تایمز روز ۲۲ نوامبر ۲۰۰۹ در خصوص «میلیشیای قبایل افغان» نوشت که دولت‌های دو کشور آمریکا و افغانستان می‌خواهند در مبارزه با طالبان از این نیروها برای تأمین صلح بیشتر استفاده نمایند که وظیفهٔ آن‌ها، دفاع از روستاها و مراقبت از پست‌های نگهبانی است.

## ریشه یابی
- واژه میلیشیا (به انگلیسی: Militia)[۲] به نیروی مسلحی گفته می‌شود که از شهروندان عادی تشکیل شده باشند.[۳] به حداقل ۱۶۰۰ سال قبل و در زمان روم باستان بر می‌گردد و سر جان اسمیت از آن به‌عنوان برخی اوقات نظامی یاد کرده است.[۲۱]
- واژه militia از لاتین باستانی آمده است، که در آن به معنای خدمات دفاعی بود، که متشکل از یک محافظ (مسلح) است که می‌تواند  volgas militum  باشد. لازم است ذکر شود که این اصطلاح توسط چندین کشور به معنای «فعالیت‌های دفاع» استفاده می‌شود.
- -itia /i:tia/: a state, activity, quality or condition of being[۲۲][۲۳]
- militia /mil:i:tia/: خدمت سربازی[۲۱]